# San Francisco 49ers 2008
La stagione 2008 dei San Francisco 49ers è stata la 59ª della franchigia nella National Football League. Anche se non riuscì a raggiungere i playoff per il sesto anno consecutivo, la squadra migliorò il deludente record di 5-11 del 2007 e concluse la stagione in crescendo vincendo quattro delle ultime sei gare.

## Scelte nel Draft 2008
| Giro | Scelta | Pos. | Giocatore      | College        |
| ---- | ------ | ---- | -------------- | -------------- |
| 1    | 29     | DT   | Kentwan Balmer | North Carolina |
| 2    | 39     | G    | Chilo Rachal   | USC            |
| 3    | 75     | CB   | Reggie Smith   | Oklahoma       |
| 4    | 107    | C    | Cody Wallace   | Texas A&M      |
| 6    | 174    | WR   | Josh Morgan    | Virginia Tech  |
| 7    | 214    | LB   | Larry Grant    | Ohio State     |

## Partite

### Stagione regolare

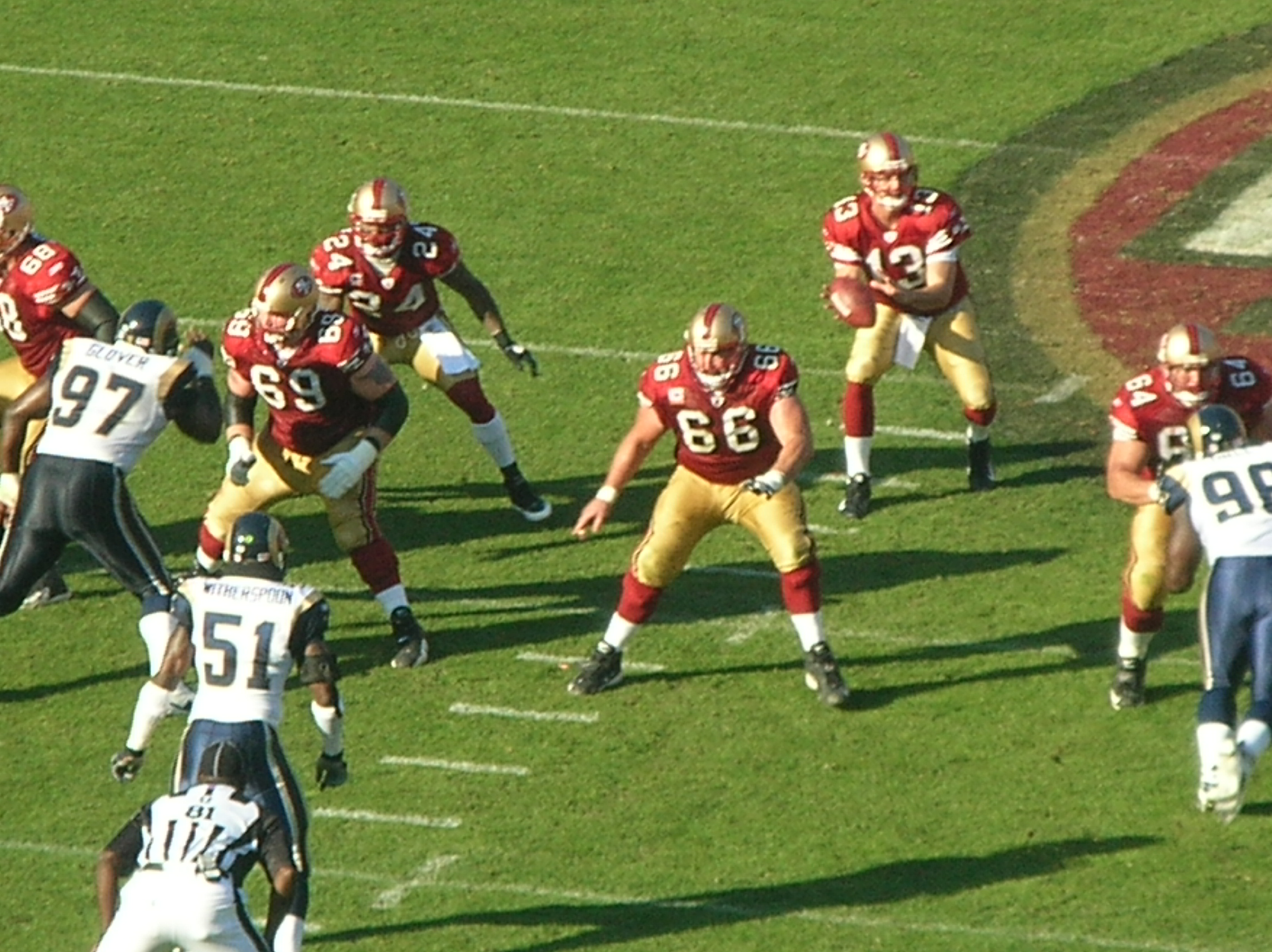
La gara della settimana 11 tra 49ers e Rams

| Turno | Data               | Ora (PT)           | Avversario            | Risultato          | Record             | Stadio                        | TV                 | NFL Recap |
| ----- | ------------------ | ------------------ | --------------------- | ------------------ | ------------------ | ----------------------------- | ------------------ | --------- |
| 1     | 7/9/2008           | 1:15 p.m.          | Arizona Cardinals     | S 13–23            | 0–1                | Candlestick Park              | FOX                | Recap     |
| 2     | 14/9/2008          | 1:05 p.m.          | at Seattle Seahawks   | V 33–30 (DTS)      | 1–1                | Qwest Field                   | FOX                | Recap     |
| 3     | 21/9/2008          | 1:05 p.m.          | Detroit Lions         | V 31–13            | 2–1                | Candlestick Park              | FOX                | Recap     |
| 4     | 28/9/2008          | 10 a.m.            | at New Orleans Saints | S 17–31            | 2–2                | Louisiana Superdome           | FOX                | Recap     |
| 5     | 5/10/2008          | 1:15 p.m.          | New England Patriots  | S 21–30            | 2–3                | Candlestick Park              | CBS                | Recap     |
| 6     | 12/10/2008         | 1:15 p.m.          | Philadelphia Eagles   | S 26–40            | 2–4                | Candlestick Park              | FOX                | Recap     |
| 7     | 19/10/2008         | 10 a.m.            | at New York Giants    | S 17–29            | 2–5                | Giants Stadium                | FOX                | Recap     |
| 8     | 26/10/2008         | 1:15 p.m.          | Seattle Seahawks      | S 13–34            | 2–6                | Candlestick Park              | FOX                | Recap     |
| 9     | Settimana di pausa | Settimana di pausa | Settimana di pausa    | Settimana di pausa | Settimana di pausa | Settimana di pausa            | Settimana di pausa |           |
| 10    | 10/11/2008         | 5:30 p.m.          | at Arizona Cardinals  | S 24–29            | 2–7                | University of Phoenix Stadium | ESPN               | Recap     |
| 11    | 16/11/2008         | 1:05 p.m.          | St. Louis Rams        | V 35–16            | 3–7                | Candlestick Park              | FOX                | Recap     |
| 12    | 23/11/2008         | 10 a.m.            | at Dallas Cowboys     | V 22–35            | 3–8                | Texas Stadium                 | FOX                | Recap     |
| 13    | 30/11/2008         | 10 a.m.            | at Buffalo Bills      | V 10–3             | 4–8                | Ralph Wilson Stadium          | FOX                | Recap     |
| 14    | 7/12/2008          | 1:05 p.m.          | New York Jets         | V 24–14            | 5–8                | Candlestick Park              | CBS                | Recap     |
| 15    | 14/12/2008         | 10 a.m.            | at Miami Dolphins     | S 9–14             | 5–9                | Land Shark Stadium            | FOX                | Recap     |
| 16    | 21/12/2008         | 10 a.m.            | at St. Louis Rams     | V 17–16            | 6–9                | Edward Jones Dome             | FOX                | Recap     |
| 17    | 28/12/2008         | 1:15 p.m.          | Washington Redskins   | V 27–24            | 7–9                | Candlestick Park              | FOX                | Recap     |